# Светлова, Анастасия Андреевна
Анастаси́я Андре́евна Светло́ва (род. 28 августа 1973) — российская актриса театра и кино. Заслуженная артистка Российской Федерации (2016).

## Биография
Родилась 28 августа 1973 года. Окончила актёрский факультет Саратовской консерватории им. Собинова (курс В. Ермаковой).
В 1994—2000 годах актриса Омского академического театра драмы; в 2000—2005 годах — Самарского академического театра драмы им. М. Горького; в 2005—2008 годах — Челябинского академического театра драмы им. Н. Орлова; в 2008—2010 годах — Санкт-Петербургского театра «Наш театр»; в 2010-2019 годах — Российского академического театра драмы им. Ф. Волкова.
С 2017 года сотрудничает с Театром наций, а с 2021 года — с театром «Модерн».

## Театральные работы
Омский академический театр драмы
- Глафира — «Волки и овцы» А. Островского
- Наташа — «Три сестры» А. Чехова
- Малинче — «Церемонии зари» К. Фуэнтеса
- Саломея — «Саломея» О. Уайльда

Самарский академический театр драмы
- Елена — «Чудаки» М. Горького
- Мария — «Звуки музыки» Р. Роджерса
- Глория Мэй Битти — «Танцевальный марафон» Х. Маккой
- Анита — «Вестсайдская история» Л. Бернстайна
- Наташа — «Униженные и оскорблённые» Ф. Достоевского
- Марта — «Король. Дама. Валет» В. Набокова
- Вышневская — «Доходное место» А. Островского

Челябинский академический театр драмы
- Падчерица — «Шесть персонажей в поисках автора» Л. Пиранделло
- Настасья Филипповна — «Идиот» Ф. Достоевского
- Ольга Елецкая — «Нахлебник» И. Тургенева

Санкт-Петербургский театр «Наш театр»
- Биче — «Человек и джентльмен» Э. Де Филиппо
- Миссис Хиггинс — «Пигмалион» Б. Шоу

Российский театр драмы имени Ф. Волкова
- 2010 — Екатерина Ивановна, жена Стибелева — «Екатерина Ивановна» (Леонид Андреев, реж. Евгений Марчелли)
- 2011 — Зоя Пельц — «Зойкина квартира» (Михаил Булгаков, реж. Евгений Марчелли)
- 2011 — Эльмира, жена Оргона — «Тартюф» (Мольер, реж. Александр Кузин)
- 2011 — Анна Петровна Войницева — «Без названия» (Антон Чехов, реж. Евгений Марчелли)
- 2012 — Джина — «Двое бедных румын, говорящих по-польски» (Дорота Масловская, реж. Евгений Марчелли)
- 2012 — Магдалена — «Дом Бернарды Альбы» (Федерико Гарсиа Лорка, реж. Евгений Марчелли)
- 2013 — Адела — «Цианистый калий… С молоком или без?» (Хуан Хосе Алонсо Мильян, реж. Евгений Марчелли)
- 2014 — «Любовь, любви, любовью, о любви» (рассказ «Месть») (Иван Бунин, реж. Евгений Марчелли)
- 2015 — Наталья Петровна, жена Ислаева — «Месяц в деревне» (Иван Тургенев, реж. Евгений Марчелли)
- 2016 — Паня — «Зелёная зона» (Михаил Зуев, реж. Евгений Марчелли)
- 2016 — Аркадина — «Чайка. Эскиз» (Антон Чехов, реж. Евгений Марчелли)
- 2017 — Миссис Пичем — «Опера нищих» (по мотивам балладной оперы «Опера нищего» Джона Гея и Иоганна Кристофа Пепуша, реж. Глеб Черепанов)
- 2018 — Марта — «Нам не страшен серый волк» (по мотивам пьесы «Кто боится Вирджинии Вулф?» Эдварда Олби, реж. Евгений Марчелли)
- 2018 — Катерина Осиповна Хохлакова — «Братья Карамазовы» (Фёдор Достоевский, реж. Роман Мархолиа)
- 2019 — Огюстина — «Восемь любящих женщин» (Робер Тома, реж. Евгений Марчелли)

Театр наций
- 2017 — Марфа Игнатьевна Кабанова (Кабаниха) — «Грозагроза» (по пьесе «Гроза» Антона Чехова, реж. Евгений Марчелли)
- 2020 — Генеральша Крахоткина / Татьяна Ивановна — «Страсти по Фоме» (по повести «Село Степанчиково и его обитатели» Фёдора Достоевского, реж. Евгений Марчелли)

Театр «Модерн»
- 2021 — Красавина Акулина Гавриловна, сваха — «Женитьба» (по произведениям «Женитьба» Николая Васильевича Гоголя, «Предложение» Антона Павловича Чехова и «Женитьба Бальзаминова» Александра Николаевича Островского; реж. Юрий Грымов)
- 2021 — Сценаристка, секретарь-Галина, художница Марина — «#хочунемогу» (по пьесе Елены Исаевой «Я боюсь любви», реж. Сергей Аронин)

Театр «Кашемир»
- 2024 — Изадора Дункан — «Без Есенина» (по пьесе Влада Васюхина, реж. Дмитрий Сердюк)

## Роли в кино и сериалах
- 2009 — Оперативная разработка-2: Комбинат
- 2009 — Ещё не вечер (фильм 4. «За всё заплачено») — Мария Елизарова
- 2009 — Жить сначала — Валивольтраут Шлеггер фон Нейштадт (Валя)
- 2009 — Опергруппа (фильм 2. «Уловка авторитета») — Надежда
- 2009 — Тайны следствия-8 (фильм 1. «Превышение власти») — доктор Карпенко
- 2010 — Литейный-4 (18 серия. «Двойной удар») — Лера
- 2010 — Морские дьяволы-4 (10 серия. «Человек за бортом») — врач
- 2013 — Земский доктор. Возвращение — Катя, продавщица
- 2013 — Цена жизни — Анна Еремина
- 2016 — Вечный отпуск — Жаклин
- 2016 — Напарницы — Алла Борисовна, владелица клиники
- 2020 — Детективы Анны Малышевой. Фильм 13. «Чёрная месса» — Варвара Артишевская
- 2020 — Катя и Блэк
- 2021 — Золото
- 2024 — Как друзья Захара женили — Эльвира

## Награды
- 1999 — Премия им. Т. Ожиговой за лучшую женскую роль за роль в спектакле «Церемония зари».
- 2002 — Премия «Самарская муза» за лучшую женскую роль за роль в спектакле «Униженные и оскорблённые».
- 2004 — Премия «Самарская муза» за лучшую женскую роль за роль в спектакле «Звуки музыки».
- 2010 — Приз за лучшую женскую главную роль на фестивале «Тверское Золотое Кольцо» (за главную роль в спектакле «Екатерина Ивановна»).
- 2011 — Победитель в номинации «Открытие фестиваля» II областного фестиваля профессиональных театров в Ярославле (за главную роль в спектакле «Екатерина Ивановна»).
- 2011 — Специальный приз жюри драматического театра Российской национальной театральной премии «Золотая маска» «За предельность и полноту сценического существования» (за главную роль в спектакле «Екатерина Ивановна»).
- 2013 — Приз «Лучший актёрский дуэт» (совместно с Валерием Кирилловым) на V фестивале «Старейшие театры России в Калуге» (за главную роль в спектакле «Зойкина квартира»).
- Лауреат премии Губернатора Ярославской области за заслуги в области театрального искусства.
- 2016 — Заслуженный артист Российской Федерации — за большие заслуги в развитии отечественной культуры и искусства, многолетнюю плодотворную деятельность[2]